# 環星娛樂
環星音樂國際集團有限公司 (WSM Music Group Limited) 是一家香港的唱片及娛樂公司，成立於1992年。公司業務涵蓋唱片錄製、發行、直銷、音像版權貿易、出版代理、演唱會製作、大型宴會活動、多媒體製作、藝人經紀管理，以及引進推廣各國經典原唱歌曲等。
旗下品牌包括「月昇唱片」、「荷里活製作」、「創意家族」、「永高創意」、「麗音唱片」、「環星音樂」等，可供電影及錄像配樂之用。影音產品亦包括Hifi碟、傳統樂曲、音樂會現場錄製音像、兒童教學系列等。
2002年，旗下成立「環星娛樂有限公司」（WSM Entertainment Limited），專責管理藝人娛樂事務、演唱會製作統籌，安排歌手於香港及海外巡迴演出、並為商業機構提供廣告代言等服務。
海外娛樂業務方面，「環星」藝人會於賭場、大型綜藝館、商場表演，及酒樓晚宴等演出。

## 合作及旗下藝人
| 環星娛樂                                                  | 環星娛樂 | 環星娛樂 | 環星娛樂   |
| --------------------------------------------------------- | -------- | -------- | ---------- |
| 尹光                                                      | 康華     | 莫旭秋   | 楊立門     |
| 姜蓓莉                                                    | 何婉盈   | 薛家燕   | 敖嘉年     |
| 梁榮智                                                    | 李國祥   | 張偉文   | 祖．尊尼亞 |
| 麥潔文                                                    | 胡美儀   | 李龍基   | 葉振棠     |
| 陳浩德                                                    | 方伊琪   | 麗莎     | 柳影虹     |
| 蘇姍                                                      | 雷安娜   | 區靄玲   | 楊燕       |
| 謝雷                                                      | 潘秀瓊   | 青山     | 譚錫禧     |
| 劉雅麗                                                    | 方麗盈   | 方俊     | 王美蘭     |
| 林帆                                                      | 曉華     | 聶安達   | 何國材     |
| 郭鳳女                                                    | 張美峯   | 楊麗紅   | 吳麗珠     |
| 葉暐                                                      | 侯靜伊   | 魏秋樺   | 倪詩蓓     |
| 環星前行影業 Worldstar Moving Pictures（前名：musicNEXT） |          |          |            |
| 張子                                                      | 歌莉雅   | 錢昭穎   |            |

## 過往藝人
| musicNEXT   | musicNEXT | musicNEXT | musicNEXT |
| ----------- | --------- | --------- | --------- |
| Kellyjackie | 陳詩欣    | 迪子      | 區文詩    |
| 吳彤        | YT 慧婷   | 黃紫藍    | 艾妮      |

## 主辦及協辦演唱會
| 節目名稱                                                    | 歌手                                           | 日期                            | 場地 |
| 2014年                                                      | 2014年                                         | 2014年                          | 2014年 |
| ----------------------------------------------------------- | ---------------------------------------------- | ------------------------------- | --- |
| 澳洲百利達酒莊呈獻：《情兩牽演唱會》                        | 呂珊                                           | 5月6、7日                       | 灣仔伊利沙伯體育館                                                                                            |
| 《唱盡香港情懷演唱會》                                      | 尹光                                           | 7月16、27及28日                 | 荃灣大會堂演奏廳 及 香港大會堂音樂廳、屯門大會堂演奏廳                                                        |
| 環星娛樂半世紀呈獻：《無言的結局經典演唱會》                | 林淑容、羅時豐                                 | 10月31日                        | 灣仔伊利沙伯體育館                                                                                            |
| 2015年                                                      |                                                |                                 | |
| 《任白．新馬真經典演唱會》                                  | 尹光                                           | 1月14日                         | 香港文化中心音樂廳                                                                                            |
| 《Those Were The Days Concert》                             | 聶安達、祖．尊尼亞、洛詩婷                     | 2月10日                         | 香港文化中心音樂廳                                                                                            |
| 《情牽世紀金曲賀新春演唱會》                                | 華娃、譚炳文、魯振順、區靄玲、方俊、王美蘭     | 2月26日                         | 荃灣大會堂演奏廳                                                                                              |
| 《秋吻春風2015演唱會》                                      | 莫旭秋                                         | 3月2日                          | 香港文化中心音樂廳                                                                                            |
| 《情牽蘋果花演唱會》                                        | 蘋果花歌后楊燕                                 | 3月24日、4月9、15及22日         | 香港文化中心音樂廳、屯門大會堂中心演奏廳 及 荃灣大會堂演奏廳                                                  |
| 中原薈呈獻：《弘來最愛 呂珊x管弦樂演唱會2015》              | 呂珊                                           | 5月2、3日                       | 灣仔伊利沙伯體育館                                                                                            |
| 《文歌聞聲巡迴演唱會》                                      | 張偉文                                         | 8月5、6日、9月7、8及21日        | 屯門大會堂中心演奏廳、荃灣大會堂演奏廳、沙田大會堂演奏廳、香港大會堂音樂廳 及 香港文化中心音樂廳              |
| 《唱盡粵語流行曲歌壇演變史演唱會》                          | 尹光                                           | 12月15、17及23日                | 香港文化中心音樂廳、荃灣大會堂演奏廳 及 屯門大會堂中心演奏廳                                                  |
| 2016年                                                      |                                                |                                 | |
| Home PITC Garden呈獻：《花悅佳琪演唱會》                    | 方伊琪                                         | 2月22日                         | 香港文化中心音樂廳                                                                                            |
| 《唱聚經典粵曲演唱會2016》                                  | 尹光                                           | 2月24日                         | 香港文化中心音樂廳                                                                                            |
| 井川日本料理呈獻：《羅聲響起豐盛時代演唱會》                | 羅時豐                                         | 3月7日                          | 香港文化中心音樂廳                                                                                            |
| 井川日本料理呈獻：《淡淡秋情巡迴演唱會》                    | 莫旭秋                                         | 3月21日、4月11及21日            | 香港文化中心音樂廳、屯門大會堂中心演奏廳 及 沙田大會堂演奏廳                                                  |
| 《Those Were The Days Concert》                             | 聶安達、祖．尊尼亞、洛詩婷                     | 4月5日                          | 香港文化中心音樂廳                                                                                            |
| 《The FAB Fourever Live Concert 2016》                      | The Fab Fourever                               | 8月21日                         | E-Max@KITEC                                                                                                   |
| 《張偉文2016巡迴演唱會》                                    | 張偉文                                         | 10月17、19、25、27日及11月12日  | 沙田大會堂演奏廳、荃灣大會堂 演奏廳、葵青劇院演奏廳、元朗劇院演奏廳 及 香港大會堂音樂廳                       |
| 2017年                                                      |                                                |                                 | |
| 《麗的亞視半世紀主題曲演唱會》                              | 方俊、方麗盈、區靄玲、文雪兒                   | 1月9日                          | 荃灣大會堂演奏廳                                                                                              |
| 《旭日秋聲2017演唱會》                                      | 莫旭秋                                         | 3月6日及5月8日                  | 香港文化中心音樂廳 及 沙田大會堂演奏廳                                                                        |
| Hong Tai Travel呈獻：《珊珊來臨世界巡迴演唱會 – 香港站》    | 呂珊                                           | 3月8、18、31日、4月3及11日      | 香港文化中心音樂廳、香港大會堂音樂廳、沙田大會堂演奏廳、荃灣大會堂演奏廳 及 元朗劇院演奏廳                    |
| 《粵曲好經典2017演唱會》                                    | 尹光                                           | 3月20日                         | 香港文化中心音樂廳                                                                                            |
| 《紅腔鳳女戲壇45週年粵曲演唱會》                            | 紅腔鳳女郭鳳女、李秋元、何華棧、黎駿聲、梁玉嶸 | 3月28日                         | 香港文化中心音樂廳                                                                                            |
| 《開心大時代粵語流行曲演唱會》                              | 尹光                                           | 6月2日及7月17日                 | 荃灣大會堂演奏廳 及 香港文化中心音樂廳                                                                        |
| 萬存庫呈獻：《最愛麗莎全經典演唱會》                        | 麗莎                                           | 10月5日及11月6日                | 灣仔伊利沙伯體育館 及 屯門大會堂演奏廳                                                                        |
| DanieLeslie呈獻：《情迷百樂門演唱會》                       | 蘋果花歌后楊燕 及 寶島歌王謝雷                 | 10月23日                        | 沙田大會堂演奏廳                                                                                              |
| 《金童子陳浩德經典重溫45載情演唱會》                        | 陳浩德                                         | 11月23、28日及12月16日          | 沙田大會堂演奏廳、荃灣大會堂演奏廳 及 灣仔伊利沙伯體育館                                                      |
| 2018年                                                      |                                                |                                 | |
| 《丁凡光輝耀舞台演唱會》                                    | 丁凡                                           | 1月25日                         | 香港文化中心音樂廳                                                                                            |
| 《為你歌唱演唱會》                                          | 莫旭秋                                         | 5月10日                         | 沙田大會堂演奏廳                                                                                              |
| 《傾情戲曲28載演唱會》                                      | 梁兆明、梁燕飛、郭鳳女、南鳳、鄧美玲、麥文潔   | 8月12日及10月9日                | 香港文化中心音樂廳                                                                                            |
| 《開心時代夢當年演唱會》                                    | 尹光                                           | 8月12日                         | 沙田大會堂演奏廳 及 荃灣大會堂演奏廳                                                                          |
| 《沿途有你2018巡迴演唱會》                                  | 張偉文                                         | 9月7、12日、10月3、22、23及29日 | 屯門大會堂演奏廳、 荃灣大會堂演奏廳、沙田大會堂演奏廳、香港文化中心音樂廳、元朗劇院演奏廳 及 香港大會堂音樂廳 |
| 《I ♥ Hong Kong 聶安達 In Concert》                         | 聶安達                                         | 10月16日                        | 香港文化中心音樂廳                                                                                            |
| 2019年                                                      |                                                |                                 | |
| 《雙雙對對百代情演唱會》                                    | 姜蓓莉、莫旭秋                                 | 1月25日                         | 屯門大會堂演奏廳                                                                                              |
| 香港中華廠商會呈獻：《好歌萬會青演唱會》                    | 楊立門                                         | 1月28及29日                     | 香港大會堂音樂廳                                                                                              |
| 《戲曲光輝六十載演唱會》                                    | 尹光                                           | 3月4日                          | 香港文化中心音樂廳                                                                                            |
| 《Those Were The Days Concert》                             | 聶安達、祖．尊尼亞、洛詩婷                     | 3月7日                          | 香港文化中心音樂廳                                                                                            |
| 香港義工聯盟呈獻：《聲影虹情演唱會》                        | 柳影虹                                         | 3月12日、4月17日及6月19日       | 香港大會堂音樂廳、沙田大會堂演奏廳 及 麥花臣場館                                                              |
| 《為你歌唱演唱會Encore》                                    | 莫旭秋                                         | 5月9日                          | 香港大會堂音樂廳                                                                                              |
| 《我和你2019演唱會》                                        | 朗嘎拉姆                                       | 5月25日及6月6日                 | 香港文化中心音樂廳 及 沙田大會堂演奏廳                                                                        |
| 《友愛長存演唱會》                                          | 莫旭秋                                         | 7月22日                         | 沙田大會堂演奏廳                                                                                              |
| 和興白花油呈獻︰《Timeless Memories Joe Junior In Concert》 | 祖．尊尼亞                                     | 9月18日、11月1日及8日           | 荃灣大會堂演奏廳、沙田大會堂演奏廳 及 香港大會堂演奏廳                                                        |
| Astell&Kern呈獻︰《gloriAlive Concert 2019》                | Gloria                                         | 10月15日                        | 香港演藝學院 香港賽馬會演藝劇院                                                                               |
| 樂意買 皇王壽天齊 呈獻︰《歡笑樂園演唱會》                  | 尹光                                           | 10月17日及12月3日               | 沙田大會堂演奏廳及荃灣大會堂演奏廳                                                                            |
| 2021年                                                      |                                                |                                 | |
| 恆香 呈獻︰《楊立門The Love of my Life演唱會》              | 楊立門                                         | 6月15日                         | 香港文化中心音樂廳                                                                                            |
| 《 尹光『歡笑樂園』演唱會》                                 | 尹光                                           | 7月16日及9月17日                | 荃灣大會堂演奏廳 及沙田大會堂演奏廳                                                                           |
| 《 梁兆明『聲明鵲起』30載粵曲演唱會》                       | 梁兆明                                         | 8月1日及8月2日                  | 沙田大會堂演奏廳 及香港文化中心音樂廳                                                                         |
| 中原薈 呈獻︰《陳美齡『美麗人生』半世紀演唱會》             | 陳美齡                                         | 9月14-15日                      | 香港文化中心音樂廳                                                                                            |
| 《葉振棠『笑傲歌壇』50載巡迴演唱會》                        | 葉振棠                                         | 9月9、27日、10月1及24日         | 沙田大會堂演奏廳、 荃灣大會堂演奏廳、香港大會堂音樂廳 及 香港文化中心音樂廳                                   |
| 《 Pop Legend︰Joe Junior in Concert》                      | Joe Junior                                     | 10月25日及11月1日               | 沙田大會堂演奏廳 及香港文化中心音樂廳                                                                         |
| 《梨元秋夢情牽戲曲演唱會》                                  | 李秋元                                         | 12月8日                         | 西九戲曲中心大劇院                                                                                            |
| 《張偉文友情有義演唱會》                                    | 張偉文                                         | 12月20日                        | 香港文化中心音樂廳                                                                                            |